# Jornada (Bolivia)
Jornada es un periódico boliviano, publicado en La Paz. Fue fundado el 4 de noviembre de 1964

## Historia[1]
Fundado el 4 de noviembre de 1964, con la misión de informar, orientar, analizar los Factores Económico, Político, Psicosocial, Militar, Tecnológico, la problemática nacional, continental, mundial y constituirse en trinchera de principios y valores universales, de la Libertad de expresión y de prensa y del derecho a que el pueblo se informe, en forma objetiva, veraz, imparcial, pluralista, democrática.
En 1971, 1973, 1975, fue asaltado por funcionarios del Ministerio del Interior por órdenes "superiores de esferas de Gobierno", por el hecho de denunciar actos de corrupción, nepotismo y proclamar que era necesario volver al Estado de Derecho.
En Bolivia el año 1973, hubo el primer desafío nacional de medios de comunicación, prensa-radio, en apoyo a la labor de JORNADA y en repudio al asalto perpetrado por funcionarios del gobierno de Banzer Suárez, que el 4 de agosto de 1973, con metralletas, fusiles, y dinamita, atacaron las instalaciones de JORNADA apresado a los ejecutivos de la empresa, intentando silenciar a este medio.
El paro nacional de prensa y radio de todos los medios de comunicación los días 5, 6 y 7 de agosto de 1973, silenció el mensaje presidencial del dictador, paro de protesta registrado a nivel nacional e internacional contra el atentado, calificado como el más execrable y funesto antecedente en contra de las ideas, la libertad y el derecho de y a la información que tienen los pueblos.
En 1981 durante al inicio del gobierno de facto del Gral. Luis García Meza Tejada, el director Jaime Ríos Chacón fue conducido en calidad de detenido a la sección seguridad del Palacio de Gobierno, por el hecho de haberse publicado fotografías de las tanquetas posicionadas en la Plaza Murillo y que según algún militar, era "secretos de Estado".
García Meza, en su libro titulado "Yo Dictador" señala: "La incansable labor de ataque de JORNADA, de su Director, contra el Gobierno de reconstrucción nacional, fue causante de mi derrocamiento".

## Articulistas
Como articulistas escribieron  en sus páginas: Guillermo Gonzales Durán, ex Rector de la UMSA, Alipio Valencia Vega ex Decano de la Carrera de Derecho de la UMSA, Marcelo Quiroga Santa Cruz, Jorge Alberto Suárez, Carlos Arce Zaconeta, René Zabaleta Mercado, Jaime Ríos Chacón, Ramiro Otero Lugones, Santiago Berríos Caballero, Augusto Céspedes, Fernando Díez de Medina, Hilda Luz Ríos de Cabrera, David Añez Pedraza, Roberto Freyre Elías, José Justiniano, Julio Ríos Calderón, Félix Eguino Zavala, Luis Valencia Avendaño, Carlos Crespo García, Henry Chacón Coronado, Wilber Cabrera Ríos, Miguel Ángel de Ugarte R., Javier Albarracín, Dalcy Cabrera de Seade, Carlos Manuel Silva Ruiz, Raúl Mansilla Ríos, Gonzalo Arce Alba, Franklin Arteaga, Álvaro Benavente Larrea, Rodolfo Zubieta Otálora, Edgar Oblitas Fernández, Guido Pizarroso Durán, Daniel Melesio Chacón Ríos, José Manuel Loza Oblitas, Jaime Bravo Burgoa, Waldo Calderón Aguilar y pléyade de brillantes intelectuales, poetas, políticos, periodistas, profesionales todas las disciplinas académicas.